# Culture du Vatican

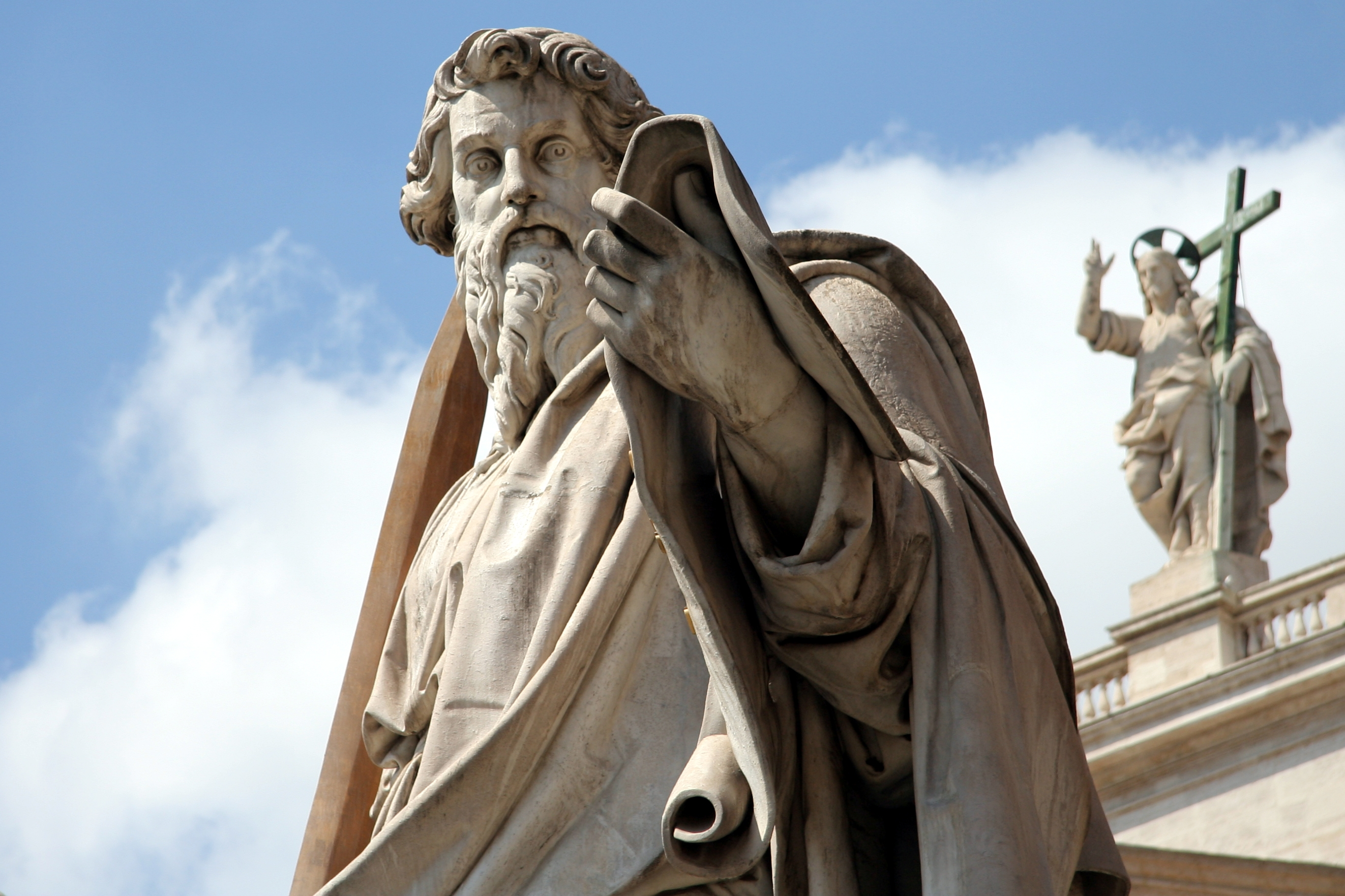
Statue de saint Paul par Adamo Tadolini, sur la place Saint-Pierre.

L'État de la Cité du Vatican est la continuité des États pontificaux, à la suite des accords du Latran. C'est le siège de l'Église catholique romaine. À ce titre, le Vatican a une influence culturelle très importante, qui passe par plusieurs canaux.

## Radio Vatican

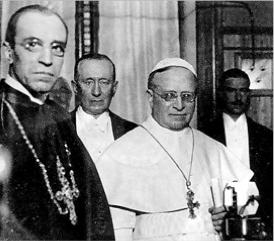
Inauguration de Radio Vatican par Pie XI, accompagné d'Eugenio Pacelli, futur Pie XII (1931)

Radio Vatican est une station de radio qui émet sur cinq canaux en 40 langues. Elle a été créée au lendemain des accords du Latran de 1929, sur demande du pape Pie XI à Guglielmo Marconi. La radio est inaugurée en février 1931. Après avoir connu une heure de gloire pendant la Seconde Guerre mondiale (notamment en diffusant des messages aux soldats ou aux civils portés disparus), elle connaît un développement soutenu (pour ce qui est du nombre de langues et du temps d'émission) jusqu'à l'heure actuelle.
Ses programmes sont principalement religieux : la radio retransmet par exemple les célébrations et prières pontificales (comme l'Angélus), les bénédictions Urbi et orbi, les audiences générales, etc. Elle diffuse également des émissions scientifiques autour de l'Académie pontificale des sciences.

## L'Osservatore Romano
L'Osservatore Romano est le journal du Vatican. Il est publié toutes les semaines en sept langues (allemand, anglais, espagnol, français, italien, polonais, portugais) et distribué dans plus de 129 pays. Sa première publication remonte au 1er juillet 1861, peu après la proclamation du royaume d'Italie. Son but était à la fois « moral et politique » : il devait révéler la vérité sur les calomnies dont, selon les rédacteurs, étaient victimes le pape et l'Église catholique.
De nos jours, l'Osservatore Romano diffuse principalement les nouvelles du Vatican : nominations d'évêques ou de cardinaux, mouvements à l'intérieur de la Curie romaine, activités des différents dicastères, etc. Il publie également les prières et homélies du pape ou de ses proches.

## Monuments
La plupart des bâtiments de la Cité du Vatican sont eux-mêmes des œuvres d'art. Au premier rang de ceux-ci figurent la basilique Saint-Pierre et sa célèbre place à colonnade circulaire, mais le palais des papes ainsi que les jardins sont également dignes d'intérêt.
Le Vatican dans son ensemble est classé au Patrimoine mondial de l'humanité (Unesco) depuis 1984.

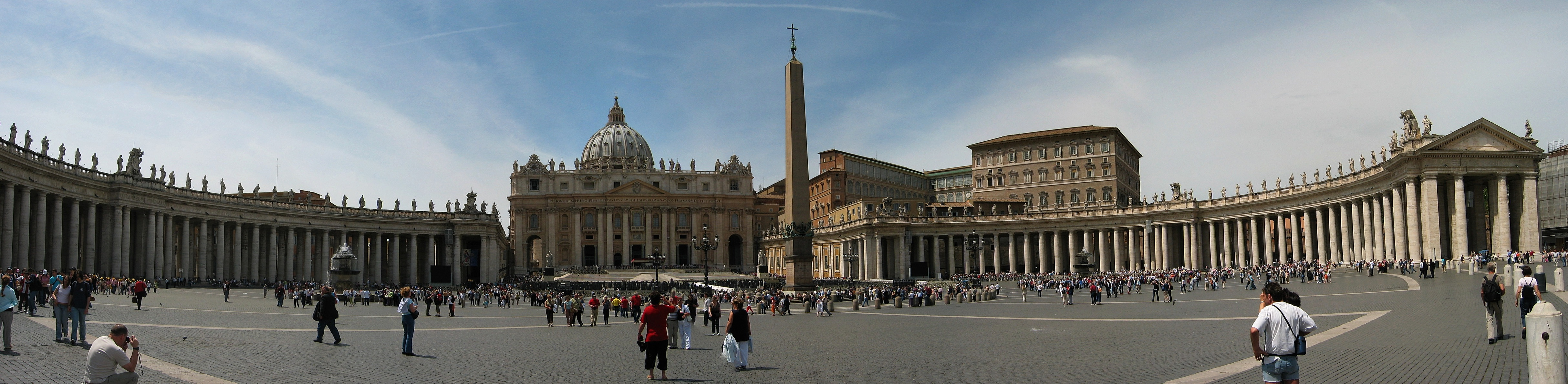
La basilique Saint-Pierre du Vatican et la place Saint-Pierre

## Musées

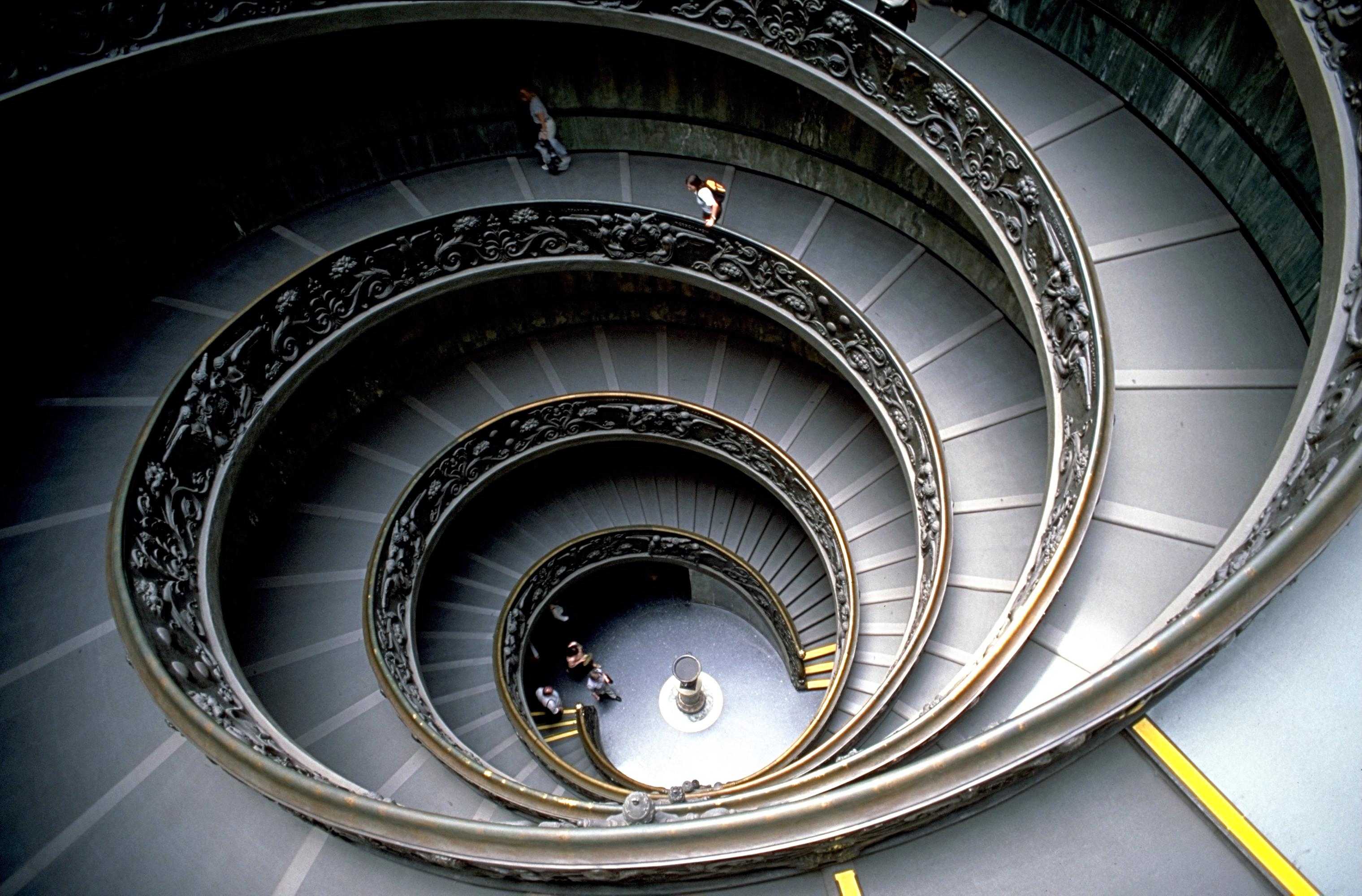
Escalier central des Musées

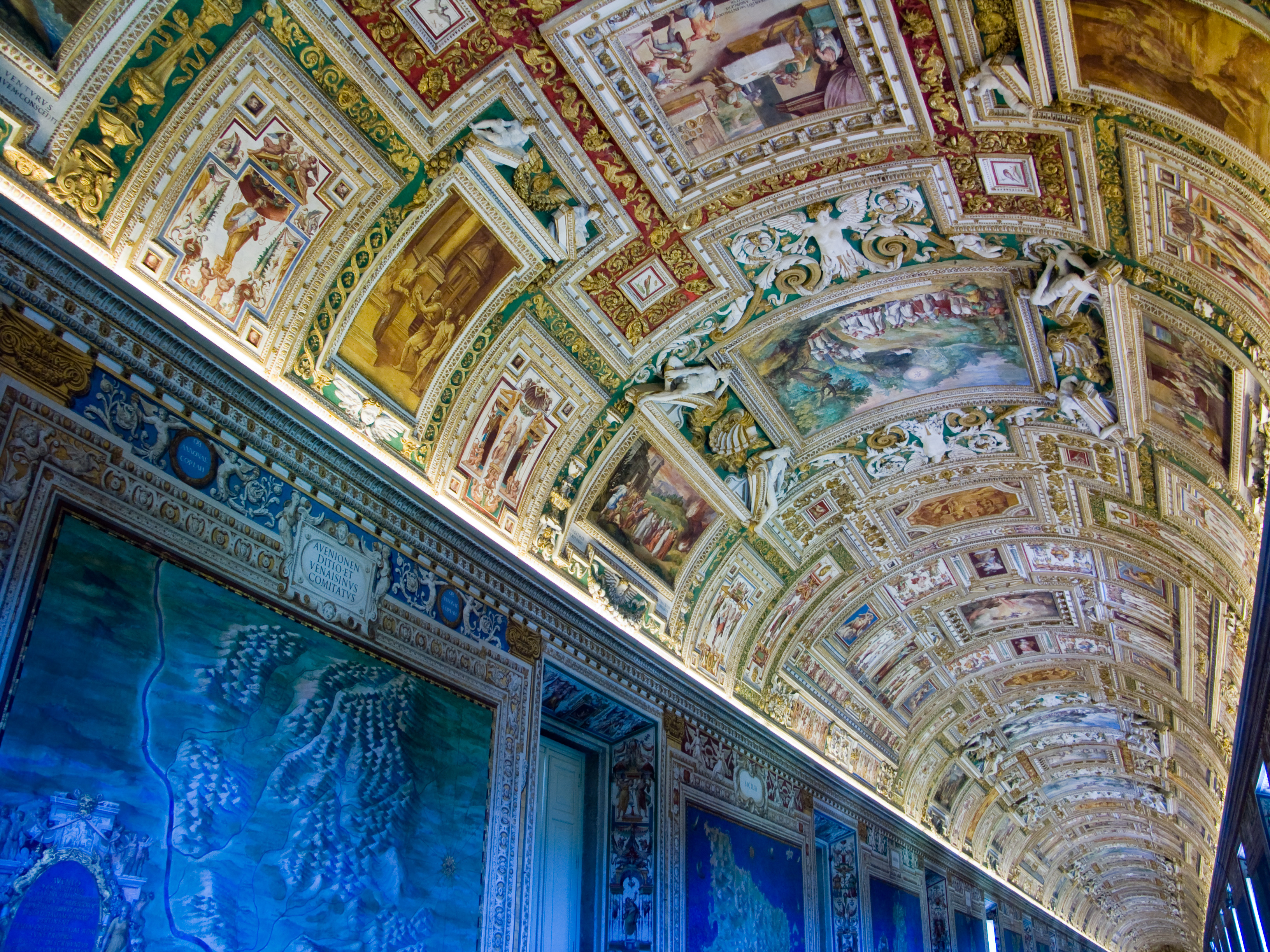
Plafond de la Galerie des Cartes

Surtout, le Vatican compte un grand nombre de musées. Il possède probablement la plus grande concentration d'œuvres d'art au monde, 20 000 au total dont 4 000 statues grecques et romaines dans les seuls musées. Dans l'ensemble dit des « Musées du Vatican », on peut distinguer :
- Musée égyptien, fondé par le pape Grégoire XVI en 1839, conçu par le père Ungarelli, l'un des premiers égyptologues italiens.
- Musée Chiaramonti, fondé par le pape Pie VII et ordonné par Antonio Canova, rassemble un millier de sculptures antiques.
- Galerie lapidaire, collection d'épigraphes antiques constituée au XVIIIe siècle par Gaetano Marini (1740-1815).
- Musée Pio-Clementino, fondé par le pape Clément XIV en 1770, à la suite de l'achat des collections Fusconi et Mattei. Il a été continué par Pie VI jusqu'en 1793, d'où le nom « Pio-Clementino ». Il abrite des collections de sculptures grecques, romaines et classiques, et compte certains chefs-d'œuvre de l'art mondial.
- Musée Grégorien Etrusque, fondé par le pape Grégoire XVI et inauguré le 2 février 1837, il rassemble des pièces provenant pour la plupart de fouilles privées réalisées, sur autorisation du Gouvernement pontifical, à l'intérieur des nécropoles au sud de l'Étrurie. Le musée abrite également une collection d'antiquités romaines provenant de Rome et du Latium ainsi qu'une grande collection de vases grecs de style italique et de vases étrusques.
- Galerie des cartes géographiques doit son nom aux quarante cartes topographiques des régions italiennes et des territoires de l'Église que le pape Grégoire XIII fit peindre entre 1580 et 1583 d'après les cartons d'Ignazio Danti. La galerie mesure 120 m de long sur 6 m de large.
- Chambres de Raphaël. Les chambres de Raphaël constituent la partie officielle des appartements privés de Jules II et de ses successeurs jusqu'à Grégoire XIII, au deuxième étage du Palais pontifical. La décoration des chambres fut réalisée par Raphaël et ses élèves entre 1508 et 1524. Le pape s'y installa dès 1507.
  - Chambre de Constantin (1517-1524), salle destinée aux réceptions et aux cérémonies officielles;
  - Chambre d'Héliodore (1511-1514), salle d'audience;
  - Chambre de la Signature (1508-1511), cabinet de travail et bibliothèque de Jules II.
  - Chambre de l'Incendie du Borgo (1514-1517), salle à manger ordinaire de Léon X.
- La loge de Raphaël
- Chapelle Sixtine, la chapelle doit son nom de « sixtine » au pape Sixte IV, qui la fit bâtir de 1477 à 1483. Elle doit sa célébrité au fait que sa décoration a été réalisée par les plus grands artistes de la Renaissance : Michel-Ange, Le Pérugin, Sandro Botticelli, Domenico Ghirlandaio, Cosimo Rosselli, Pinturicchio.
- Les Appartements Borgia, abritent aujourd'hui une partie de la Collection d'Art religieux moderne. Ils doivent leur nom à l'espagnol Rodrigo de Borja y Doms qui fut élu pape sous le nom d'Alexandre VI en 1492.
- La Bibliothèque apostolique vaticane, remontant aux premiers temps de la papauté, la bibliothèque Vaticane a donné au cours de l'histoire naissance aux Archives pontificales, qui contient les Archives secrètes du Vatican. De nombreux papes y ont consacré des moyens et un intérêt soutenu, dont Nicolas V, qui fonde formellement l'institution vers 1450, puis Sixte IV, Sixte V, Paul V, jusqu'à Léon XIII et Pie XI qui, avant son pontificat, en est le préfet.
- Le Musée grégorien profane, ce musée renferme la collection d'antiquités de l'ancien musée du Latran. Cette collection fut constituée par Grégoire XVI dans le Palais du Latran et inaugurée le 14 mai 1844. Le pape Jean XXIII la fit transférée au Vatican. La plupart des objets proviennent de fouilles et découvertes faites dans les États pontificaux.
- La Pinacothèque, fondée par le pape Pie XI, la pinacothèque renferme des toiles et des tapisseries du XIe siècle au XIXe siècle.
- Collection d'Art religieux moderne, inaugurée en 1973 sur l'initiative de Paul VI.
- Musée Chrétien (ou musée Pio Cristiano), abrite les collections d'antiquités chrétiennes exposées au Palais du Latran jusqu'en 1963
- Musée des carrosses, institué par Paul VI.
- Musée Missionnaire-Ethnologique constitué par Pie XI au Palais du Latran en 1926, il fut transféré au Vatican à la demande de Jean XXIII. Il renferme des objets concernant les cultures extra-européennes provenant de l'Exposition Missionnaire de 1925, du Musée Borgia, et de dons offerts par différentes congrégations missionnaires.
- Musée Philatélique et Numismatique.

## Enseignement supérieur
Le Vatican gère plusieurs universités et facultés pontificales, chargées d'enseigner principalement la théologie, le droit canonique ou encore la pastorale. Elles forment les futurs ecclésiastiques, mais aussi des étudiants laïcs. Au total, vingt-deux établissements accueillent près de vingt mille étudiants.

### Sept universités pontificales
- Université pontificale grégorienne, parfois appelée Gregoriana, sous la responsabilité des jésuites, fondée en 1556, 1500 étudiants. Elle se compose de :
  - six facultés :
    - théologie,
    - droit canon,
    - philosophie,
    - histoire de l’Église,
    - missiologie,
    - sciences sociales

  - trois instituts :
    - Institut de spiritualité,
    - Institut de psychologie,
    - Institut de sciences religieuses

  - cinq centres,
    - École supérieure de lettres latines,
    - Centre interdisciplinaire pour les communications sociales,
    - Centre pour les biens culturels de l’Église,
    - Centre pour la formation des formateurs dans les séminaires,
    - Centre d’études sur religions et cultures.

- Université pontificale de Saint-Antoine, ou Antonianum, confiée aux franciscains, fondée en 1890, 430 étudiants.

- Université pontificale urbanienne, parfois appelée Urbaniana, fondée en 1627 par le pape Urbain VIII. Elle a pour vocation d’accueillir des ecclésiastiques destinés à partir en mission ou originaires des pays de mission. Elle comprend :
  - quatre facultés :
    - philosophie,
    - théologie,
    - droit canon,
    - missiologie

  - deux instituts :
    - l’Institut supérieur pour l’étude de la non-croyance, de la religion et des cultures
    - l’Institut supérieur de catéchèse et spiritualité missionnaire « Redemptoris Missio » (créé en 1999)

  - trois centres :
    - Études chinoises,
    - Études Cardinal Newman,
    - Communications sociales.

- Université pontificale du Latran, fondée en 1773, 4200 étudiants. Elle se compose de:
  - quatre facultés :
    - théologie,
    - droit canon,
    - droit civil,
    - philosophie

  - quatre instituts :
    - l’Institut « Utriusque Iuris »,
    - l’Institut pastoral « Redemporis Hominis »,
    - l’Institut des Sciences religieuses « Ecclesia Mater »,
- un Centre interdisciplinaire pour la formation permanente.

- Université pontificale salésienne, fondée en 1940, 1600 étudiants. Elle comporte :
  - six facultés :
    - théologie,
    - sciences de l’éducation,
    - philosophie,
    - droit canon,
    - lettres chrétiennes et classiques ou institut supérieur de latinité
    - sciences de la communication sociale.

  - le Département de Pastorale pour les jeunes et de catéchèse
  - l’Institut supérieur de Sciences religieuses.

- Université pontificale Saint-Thomas-d'Aquin, appelée aussi Angelicum, fondée en 1577 par les dominicains, 1600 étudiants. L’Angelicum est composée de :
  - quatre facultés:
    - théologie,
    - philosophie,
    - droit canon,
    - sciences sociales

  - deux instituts
    - l'institut « Mater Ecclesiae », institut de sciences religieuses destiné à la formation de catéchistes et de professeurs de religion,
    - l’Institut Saint-Thomas, consacré à l’étude des textes de ce docteur de l’Église.

- Université pontificale de la Sainte-Croix, université en 1998 sous la responsabilité de l'Opus Dei, 1000 étudiants.

### Neuf instituts
- Institut Pontifical d’Archéologie Chrétienne, fondé par le pape Pie IX en 1925.
- Institut biblique pontifical [PIB], sous la responsabilité des jésuites, fondé en 1909 par le pape Pie X.
- Institut pontifical d’études arabes et d’islamologie [PISAI], géré par les Pères blancs, 250 étudiants.
- Institut Pontifical Jean-Paul II pour les Études sur le Mariage et la Famille (Pontificio Istituto Giovanni Paolo II)
- Institut Pontifical de Musique Sacrée, fondé par la pape Pie X en 1911, 100 étudiants.
- Institut pontifical oriental [PIO], créé le 15 octobre 1917 par Benoît XV par le motu proprio Orientis Catholici, dirigé par les jésuites depuis 1922.
- Institut de Patristique Augustunianum, dépend de l’ordre des Augustins, 160 étudiants.
- Institut théologique Claretianum, confié à la Congrégation des Clarétains, 150 étudiants.
- Académie Alphonsienne, Institut supérieur de théologie morale fondé en 1949 par les Rédemptoristes, 280 étudiants.

### Deux athénées
- Athénée pontifical Saint-Anselme, sous la responsabilité des bénédictins, institué en 1687 par le pape Innocent XI, 270 étudiants.
- Athénée Pontifical Regina Apostolorum, fondé en 1993 par la congrégation des Légionnaires du Christ.

### Quatre facultés pontificales de théologie
- Faculté pontificale de théologie « Teresianum », dirigée par les carmes, fondée en 1935.
- Faculté pontificale de Sciences de l’Éducation « Auxilium » a été fondée en 1954, dirigée par les salésiens, 350 étudiants.
- Faculté pontificale de théologie « Marianum », dirigée par l’Ordre des Serviteurs de Marie, fondée en 1398, 300 étudiants.
- Faculté théologique pontificale de saint Bonaventure, dépend de l’Ordre des frères mineurs, fondée en 1587, 130 étudiants.

## Internet
Le Vatican possède, depuis 1995, son propre domaine de premier niveau «.va», et son propre site Internet : vatican.va comportant 110 000 pages d'après Google .